# Red Carpet : Argent, Gloire et Célébrités
Pour plus de détails, voir Fiche technique et Distribution.
Red Carpet : Argent, Gloire et Célébrités (The Red Carpet Issue) est un téléfilm documentaire français d'Olivier Nicklaus réalisé en 2010.

## Synopsis
Conçu au départ pour accueillir les stars lors de cérémonies officielles, le “Red Carpet” est devenu aujourd'hui un lieu de promotion pour les marques de luxe, et tend même un miroir aigu à la société contemporaine dans laquelle ce qui a été prophétisé par Andy Warhol (argent, célébrité, omniprésence des médias) s'est réalisé.

## Fiche technique
- Titre : Red Carpet : Argent, Gloire et Célébrités
- Titre : The Red Carpet Issue
- Réalisation : Olivier Nicklaus
- Scénario : Olivier Nicklaus
- Montage : Jean-Marc Manivet
- Photographie : Sébastien Haddouk
- Recherche archives: Emmanuelle Nowak
- Production : Mademoiselle Agnès, David Berdah]
- Pays d'origine : France
- Genre : Documentaire
- Durée : 60 minutes
- Date de diffusion : 8 février 2010 sur SundanceTV, 26 février 2010 sur Canal+

## Distribution
- Karl Lagerfeld
- Marc Jacobs
- Sharon Stone
- Monica Bellucci
- Marion Cotillard
- Milla Jovovich
- Scarlett Johansson
- Perez Hilton
- James Gray
- Cécile Guilbert
- Roberto Cavalli
- Anna Mouglalis
- Daphne Merkin
- Romain Cayla
- Phillip Bloch
- Mary-Alice Stephenson
- Cynthia Sarkis Perros
- Booth Moore
- Joe Zee
- Marie-Pierre Lannelongue
- Roman Moriceau
- Patty Fox
- Frank Trapper